# Řeka (insjö)
Řeka är en sjö i Tjeckien. Den ligger i den centrala delen av landet, 110 km öster om huvudstaden Prag. Řeka ligger 578 meter över havet.  I omgivningarna runt Řeka växer i huvudsak blandskog.